# 36-я церемония награждения премии TVyNovelas
36-я церемония награждения премии TVyNovelas или иначе премия TVyNovelas 2018 (англ. TVyNovelas Awards 2018, исп. Premios TVyNovelas 2018), состоялась 18 февраля 2018 года. Трансляция премии велась в прямом эфире из студии компании Televisa в Сан-Анхеле, Мехико, Мексика. Вещание осуществлялось с 7:30 вечера по центральноамериканскому времени на телеканале Las Estrellas для стран Латинской Америки и сети Univision на территории США. Ведущими церемонии стали Жаклин Бракамонтес и Инес Гомес Монт. Продюсером премии выступил Гильермо дель Боске. Всего было вручено 27 наград, из них: одна награда-признание и 26 наград за номинации.
Выбор победителей премии осуществлялся при помощи зрительского голосования, проводимого на официальном сайте премии начиная с 17 января 2018 года. Голосование было закрыто 17 февраля в 19:26 по центральноамериканскому времени. Исключением стала номинация «Лучшая теленовелла года», голосование по которой продлилось до 18 февраля 2018 года, и завершилось за полчаса до окончания трансляции самой премии. Для проведения корректного подсчёта голосов была привлечена компания PricewaterhouseCoopers.
Триумфатором вечера стала теленовелла «Поддаться искушению», победившая в 10 из 18 номинаций, в том числе получившая главную награду премии «Лучшая теленовелла года». Лучшей актрисой и лучшим актёром были признаны Майте Перрони и Себастьян Рульи за работу в теленовелле «Лучший папа среди мам».
Программа «Роза Гваделупе» получила особое признание за телеэфир в течение 10 лет.

## Свод наград и номинаций
| Название теленовеллы на русском | Оригинальное название            | Количество номинаций | Количество наград |
| ------------------------------- | -------------------------------- | -------------------- | ----------------- |
| Поддаться искушению             | Caer en tentación                | 18                   | 10                |
| Двойная жизнь Этелы Каррильо    | La doble vida de Estela Carrillo | 17                   | 1                 |
| У моего мужа есть семья         | Mi marido tiene familia          | 13                   | 2                 |
| Лучший папа среди мам           | Papá a toda madre                | 13                   | 4                 |
| Я признаю свою вину             | Me declaro culpable              | 10                   | 1                 |
| Влюбиться в Рамона              | Enamorándome de Ramón            | 7                    | 0                 |
| Без твоего взгляда              | Sin tu mirada                    | 7                    | 0                 |
| На диких землях                 | En tierras salvajes              | 4                    | 0                 |
| Возлюбленный                    | El Bienamado                     | 1                    | 0                 |
| Моё очаровательное проклятье    | Mi adorable maldición            | 1                    | 0                 |

## Номинанты и победители

### Теленовеллы
| Лучшая теленовелла Объявление победителей: Фернандо Колунга | Лучший оригинальный сценарий или адаптация Объявление победителей: Жаклин Бракамонтес и Инес Гомес Монт |
| --- | --- |
| - Поддаться искушению — Жисель Гонсалес - Лучший папа среди мам — Эдуардо Меса - У моего мужа есть семья — Хуан Осорио - Я признаю свою вину — Анхели Несма Медина - Влюбиться в Рамона — Лусеро Суарес - Возлюбленный — Никандро Диас                     | - Леонардо Бечини — Поддаться искушению - Клаудия Веласко и Педро Армандо Родригес — Двойная жизнь Этелы Каррильо - Эктор Фореро, Пабло Феррер и Марта Хурадо — У моего мужа есть семья - Хуан Карлос Алкала, Роса Саласар и Фермин Суньига — Я признаю свою вину - Лусеро Суарес, Кармен Сепулведа, Эдвин Валенсия и Луис Рейносо — Влюбиться в Рамона |
| Лучшая главная женская роль Объявление победителей: Даниэла Кастро и Кристиан де ла Фуэнте | Лучшая главная мужская роль Объявление победителей: Сусана Гонсалес и Хорхе Салинас |
| - Майте Перрони — Лучший папа среди мам - Сурия Вега — У моего мужа есть семья - Сильвия Наварро — Поддаться искушению - Ариадне Диас — Двойная жизнь Этелы Каррильо - Адриана Лувье — Поддаться искушению                                                 | - Себастьян Рульи — Лучший папа среди мам - Давид Сепеда — Двойная жизнь Этелы Каррильо - Габриэль Сото — Поддаться искушению - Даниэль Аренас — У моего мужа есть семья - Хосе Рон — Влюбиться в Рамона |
| Лучшая женская отрицательная роль Объявление победителей: Асела Робинсон и Хуан Карлос Баррето | Лучшая мужская отрицательная роль Объявление победителей: Анжелик Бойер и Себастьян Рульи |
| - Даниэла Кастро — Я признаю свою вину - Лола Мерино — У моего мужа есть семья - Африка Савала — Двойная жизнь Этелы Каррильо - Хульета Эгуррола — Поддаться искушению - Лус Елена Гонсалес — Влюбиться в Рамона                                           | - Данило Каррера — Двойная жизнь Этелы Каррильо - Арат де ла Торре — Поддаться искушению - Эдуардо Сантамарина — Без твоего взгляда - Педро Морено — Я признаю свою вину - Альфредо Гатика — Влюбиться в Рамона |
| Лучшая роль в исполнении заслуженной актрисы Объявление победителей: Андреа Легаррета и Карлос Ферро | Лучшая роль в исполнении заслуженного актёра Объявление победителей: Летисия Кальдерон и Сесар Эвора |
| - Сильвия Пиналь — У моего мужа есть семья - Хульета Эгуррола — Поддаться искушению - Саиде Сильвя Гутьеррес — Двойная жизнь Эстелы Каррильо - Ракель Панковски — Лучший папа среди мам - Даниэла Ромо — На диких землях                                   | - Хуан Карлос Баррето — Лучший папа среди мам - Алехандро Томмаси — Двойная жизнь Этелы Каррильо - Хосе Карлос Руис — Моё очаровательное проклятье - Адальберто Парра — Поддаться искушению - Энрике Роча — Я признаю свою вину |
| Лучшая женская роль второго плана Объявление победителей: Мариана Торрес и Фердинандо Валенсия | Лучшая мужская роль второго плана Объявление победителей: Африка Савала и Хуан Диего Коваррубиас |
| - Диана Брачо- У моего мужа есть семья - Эрика Буэнфиль — Двойная жизнь Этелы Каррильо - Вероника Хаспеадо — Лучший папа среди мам - Марисоль дель Ольмо — Влюбиться в Рамона - Клаудия Рамирес — Без твоего взгляда                                       | - Карлос Ферро — Поддаться искушению - Рауль Араиса — Лучший папа среди мам - Рафаэль Инклан — У моего мужа есть семья - Адриан Ди Монте — Двойная жизнь Этелы Каррильо - Карлос де ла Мота — Без твоего взгляда |
| Лучшая женская роль второго плана Объявление победителей: Элисабет Альварес и Данило Каррера | Лучшая мужская роль второго плана Объявление победителей: Алехандра Баррос и Алексис Айала |
| - Хулия Урбини — Поддаться искушению - Сесилия Туссейн — Без твоего взгляда - Мишель Гонсалес — Лучший папа среди мам - Оливия Бусио — У моего мужа есть семья - Ванесса Бауче — Двойная жизнь Эстелы Каррильо                                             | - Серхио Мур — Лучший папа среди мам - Карлос Валенсия — Поддаться искушению - Марко Мендес — Двойная жизнь Эстелы Каррильо - Серхио Рейносо — Без твоего взгляда - Фабиан Роблес — На диких землях |
| Лучшая молодая актриса Объявление победителей: Сара Корралес и Сальвадор Сербони | Лучший молодой актёр Объявление победителей: Вероника Монтес и Лус Елена Гонсалес |
| - Эла Вальден — Поддаться искушению - Клаудия Мартин — Влюбиться в Рамона - Скарлет Грубе — Без твоего взгляда - Яни Прадо — Двойная жизнь Этелы Каррильо - Фернанда Урдапильета — Лучший папа среди мам                                                   | - Херман Бракко — Поддаться искушению - Эммануэль Паломарес — На диких землях - Алекс Переа — Двойная жизнь Этелы Каррильо - Хуан Диего Коваррубиас — Я признаю свою вину - Эммануэль Орендей — Без твоего взгляда |
| Лучшая операторская работа Объявление победителей: Жаклин Бракамонтес и Инес Гомес Монт | Лучшая режиссура Объявление победителей: Марилус Бермудес и Гретель Вальдес |
| - Армандо Сафра и Луис Родригес — Поддаться искушению - Алехандро Фрутос — Я признаю свою вину - Мануэль Барахас и Алехандро Альварес — Двойная жизнь Этелы Каррильо и Лучший папа среди мам - Маурисио Мансано и Хилберто Масин — У моего мужа есть семья | - Эрик Моралес и Хуан Пабло Бланко — Поддаться искушению - Эктор Бонилья и Аурелио Авила — У моего мужа есть семья - Бенжамин Канн и Родриго Саунбос — Двойная жизнь Этелы Каррильо и Лучший папа среди мам - Клаудия Рейес Рубио и Серихио Катаньо — Я признаю свою вину |
| Лучший актёрский состав Объявление победителей: Ариадне Диас и Давид Сепеда | Лучшая музыкальная тема Объявление победителей: Жаклин Бракамонтес и Инес Гомес Монт |
| - Поддаться искушению — Жисель Гонсалес - Лучший папа среди мам — Эдуардо Меса - У моего мужа есть семья — Хуан Осорио - Двойная жизнь Этелы Каррильо — Эдуардо Меса - Я признаю свою вину — Анхели Несма Медина                                           | - «Saturno» Исполнитель и Автор: Пабло Альборан — Поддаться искушению - «Y me pregunto» Исполнитель: Хулион Альварес Автор: Джосс Фавела — Двойная жизнь Этелы Каррильо - «Estaré contigo» Исполнитель и автор: Марко Антонио Солис — На диких землях - «Tú eres la razón» Исполнители: Группа «Los Fontana» и Анхелина Авторы: Хорхе Эдуардо Маргуйя и Маурисио Арриага — У моего мужа есть семья - «Me declaro culpable» Исполнители: Мануэль Михарес и Мария Хосе Авторы: Хайме Флорес и Луис Карлос Монрой — Я признаю свою вину |

### Телесериалы
| Лучший сериал Объявление победителей: Ирина Баева и Хосе Рон                                                                                    | Лучшая главная женская роль в сериале Объявление победителей: Клаудия Альварес и Габриэль Сото         | Лучшая главная мужская роль в сериале Объявление победителей: Галилеа Монтихо и Рауль Араиса                                                              |
| --- | --- | --- |
| - Сегодня всё изменится — Рубен Халиндо и Сантьяго Халиндо - Догма — Леонардо Симброн и Моника Варгас Селис - Однажды в сказке — Питипол Ибарра | - Мариана Торрес — Сегодня всё изменится - Илиана Фокс — Догма - Габриэла Роэл — Сегодня всё изменится | - Фердинандо Валенсия — Сегодня всё изменится - Ари Тельч — Сегодня всё изменится - Эухенио Монтессоро — Сегодня всё изменится - Даниэль Мартинес — Догма |

### Телепрограммы
| Лучшая многожанровая программа Объявление победителей: Лусеро | Лучшее реалити-шоу Объявление победителей: Нинель Конде и Эдуардо Сантамарина                                                                                                   |
| --- | --- |
| - Роза Гваделупе — Мигель Анхель Эррос - Как говорится — Хеновева Мартинес | - Голос — Мигель Анхель Фокс - Танец мечты — Рубен Халиндо и Сантьяго Халиндо                                                                                                   |
| Лучшая программа на платном телевидении Объявление победителей: Химена Кордоба и Хулиан Хиль | Лучшая комедийная программа Объявление победителей: Сурия Вега и Даниэль Аренас                                                                                                 |
| - Они в эфире (исп. Miembros al aire) — Эдуардо Суарес Кательот - В рамках правил (исп. Está Cañón) — Йорди Росадо - Действие и бездействие (исп. Hacen y deshacen) — Йорди Росадо - МоДжо (исп. MoJoe) — Ракель Роча - Настоящие Богини (исп. Netas Divinas) — Хавьер Лабрада | - Соседи — Элиас Солорио - 40 и 20 — Густаво Лоса - Мита и Мита (исп. Mita y mita) — Питипол Ибарра - Красавчики — Гильермо дель Боске - Аренда в стопе — Педро Ортис де Пинедо |
| Лучшая развлекательная программа Объявление победителей: Майрин Вильянуэва и Андрес Паласиос | |
| - Сегодня — Рейнальдо Лопес - Давай, рассказывай! (исп. Cuéntamelo ya) — Нино Канун - Эль Коке ва (исп. El Coque va) — Хавьер Родригес | |

## Исполнители
Артисты исполнившие свои музыкальные композиции в живую, во время трансляции церемонии:
- Майте Перрони — «Loca» и «Como yo te quiero»
- Лусеро — «Necesitaría»
- Чино Минранда[исп.] — «Quédate conmigo» и «Andas en mi cabeza»
- Себастьян Ятра — «Sutra» и «Traicionera»

## В память об ушедших
Часть церемонии, посвящённая памяти ушедших из жизни артистов.
Дань уважения была отдана следующим артистам:
- Маргарита Исабель
- Густаво Рохо
- Хосе Луис Рохас
- Антонио Медельин
- Валентин Пимштейн
- Эктор Лечуга[исп.]
- Луис Химено
- Херардо Гальярдо
- Нати Мистраль[исп.]
- Хенаро Морено
- Оскар «Эль еспектакуло»
- Росио Ябер
- Саби Камалич
- Карла Луна[исп.]
- Эванхелина Элисондо
- Хорхе «Че» Вентура
- Клаудио Баэс
- Руди Касанова[исп.]
- Грасиэла Бернардо[исп.]
- Кармела Рей[исп.]
- Мару Дуэньяс[исп.]
- Клаудио Рейес Рубио[исп.]